# Alfonso López Pumarejo
Alfonso López Pumarejo (Honda, 31 gennaio 1886 – Londra, 20 novembre 1959) è stato un politico colombiano.
È stato Presidente della Colombia per due volte, dall'agosto 1934 all'agosto 1938 e dall'agosto 1942 all'agosto 1946. Era rappresentante del Partito Liberale Colombiano.
Nel corso della sua carriera politica è stato anche il primo Ambasciatore negli Stati Uniti, dal 1946 al 1948, e Ambasciatore nel Regno Unito dal giugno al novembre 1959.
Anche il figlio Alfonso López Michelsen è stato Presidente del Paese negli anni '70.